# اوملنیتسه
اوملنیتسه (به چکی: Omlenice) یک منطقهٔ مسکونی در جمهوری چک است که در ناحیه تشسکی کروملوو واقع شده‌است.